# Ğamāl Abd al-Rahīm

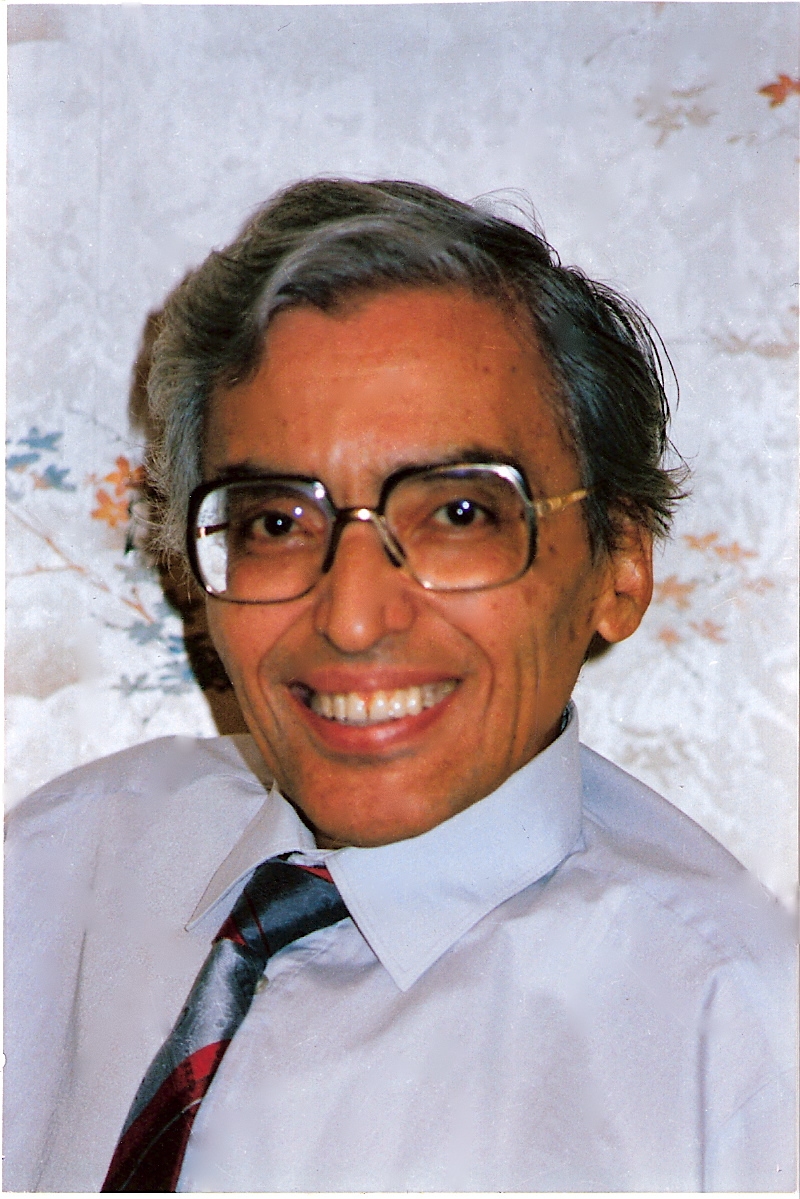
Ğamāl Abd al-Rahīm, 1985

Ğamāl Abd al-Rahīm (auch: جمال عبد الرحيم,Gamal Abdel-Rahim, Muḥammad Ğamāl ‘Abd al-Raḥim;* 25. November 1924 in Kairo, Ägypten; † 23. November 1988 in Königstein im Taunus) war ein ägyptischer Komponist und Musikpädagoge.

## Leben
Ğamāl Abd al-Rahīms Mutter sang und spielte Klavier. Sein Vater spielte mehrere traditionelle Musikinstrumente, unter anderem Nay, Oud und Violine. Er spielte klassische arabische Musik mit einem eigenen Ensemble, gab privaten Musikunterricht und wurde zum Leiter der Musikabteilung des ägyptischen Bildungsministeriums ernannt.  Der talentierte Abdel-Rahim erlernte schon früh das Klavierspielen, wurde aber von seinem Vater nicht richtig unterstützt. Dieser wollte ihm die Enttäuschungen einer Musikerkarriere, die er selbst erfahren hatte, ersparen. Von 1940 bis 1944 studierte er an der Universität Kairo Geschichte. Hier hatte er die Möglichkeit, bei europäischen Lehrern wie dem deutschen Musikwissenschaftler Hans Hickmann (1908–1968) und dem polnischen Pianisten Ignacy Tiegerman (1893–1968) Musikunterricht zu erhalten. Nach seinem Universitätsabschluss erhielt er ein Stipendium der Regierung für ein Studium in Deutschland. Zunächst studierte er ab 1950 zwei Semester in Heidelberg Musikwissenschaft bei Thrasybulos Georgiades. Von 1951 bis 1957 studierte er an der Hochschule für Musik Freiburg Komposition bei Harald Genzmer und Klavier bei Edith Picht-Axenfeld. Darauf kehrte er nach Ägypten zurück und erhielt verschiedene Unterrichtsaufträge am 1959 gegründeten Musikkonservatorium Kairo. 1959 heiratete er seine Kollegin die Pianistin und Musikwissenschaftlerin Samha El-Kholy (1925–2006). Die Violinistin Basma Abdel-Rahim ist ihre gemeinsame Tochter. 1971 wurde er am Konservatorium Professor für Komposition. Diese Funktion hatte er bis 1986 inne, ab 1984 als Professor emeritus. 1987 reiste er mit seiner Frau in die Vereinigten Staaten. Dort unterrichteten sie an der University of South Florida in Tampa. Bei einem Besuch seiner Tochter in Frankfurt am Main im Juli 1988 erlitt er einen Schlaganfall und verstarb am 23. November 1988. Er wurde in Kairo beigesetzt.
Zu seinen Schülern zählten Ahmed El-Saedi (* 1947), Rageh Daoud (* 1954) und Mona Ghoneim (* 1955).

## Werk (Auswahl)
Gamal Abdel-Rahim schrieb Orchesterwerke, Chorwerke, Kammermusik für verschiedene Instrumente, Musik für Kinder, Bühnenmusiken, Ballette, Kunstlieder und weiteres.

### Ballett
- Osiris, Ballett in drei Szenen, Choreographie: Gundel Eplinius (1920–2007), 1974, auf fünf Szenen erweiterte Fassung, Choreographie:.Abdel-Moneim Kamel (1949–2013) und Erminia Gambarelli Kamel, 1984
- Ḥassan und Na'iīma, Ballett in drei Szenen, 1980

### Orchesterwerke
- Suite für Orchester, basiert auf der Filmmusik zu Daily life of ancient Egyptians, 1961
- Sinfonische Variationen über ein ägyptisches Volkslied, 1967

### Kammermusik
- Bohayrat Al-Lotus [Der Lotos Teich]. Fassungen für Flöte, Oboe oder Violine und Klavier. Fassung fürHolzbläserquintett.[3] Die Fassung für Oboe und Klavier wurde von der Oboistin Cynthia Green Libby am 5. April 2004 in der Ellis Recital Hall der Missouri State University in Springfield, Missouri auf MSR classics eingespielt.[5]
- Duo für Violine und Violoncello. Er schrieb es 1981 als Hochzeitsgeschenk für seine Tochter. Der erste und dritte Satz basieren auf ägyptischen Volksliedern.[3]
- Improvisation on a Peddler’s Tune für Violoncello solo. Abdel-Rahim schrieb das Stück für seinen Schwiegersohn, den Cellisten Kamel Salah El-Din.[3]
- Meditation für Violine solo.Abdel-Rahim schrieb sie für seine Tochter Basma Abdel-Rahim.[3]
- Raqsat Isis [Tanz für Isis] für Flöte und Harfe[3]
- Klaviertrio I Echnatons Gebet II Phönizischer Tanz. Abdel-Rahim komponierte es 1986.[3]

### Klaviermusik
- Fünf kleine Stücke für Klavier, 1956
- Variationen über eine ägyptische Volksmelodie. Das Werk wurde von William Chapman Nyaho eingespielt und auf Musicians Showcase am 25. Mai 2004 veröffentlicht. Peter Henderson spielte sie auf A Celebration of African Composers for Piano bei AMP ein und veröffentlichte sie am 21. Juni 2017.

## Auszeichnungen
Gamal Abdel-Rahim erhielt mehrere Medaillen, Ehrungen und Preise. So erhielt er den Staatlichen Förderpreis für Komposition 1973 und den Gamal-Abdel-Nasser-Preis.

## Bedeutung
Gamal Abdel Rahim war der erste Ägypter, der an einer deutschen Musikhochschule Komposition studierte, und er gründete den ersten Lehrstuhl für Komposition in der arabischen Welt. Er schuf einen eigenen Kompositionsstil und verband die arabische mit der westlichen Musik. Er wurde daher der ägyptische Bartok genannt.